# UTC+11:00

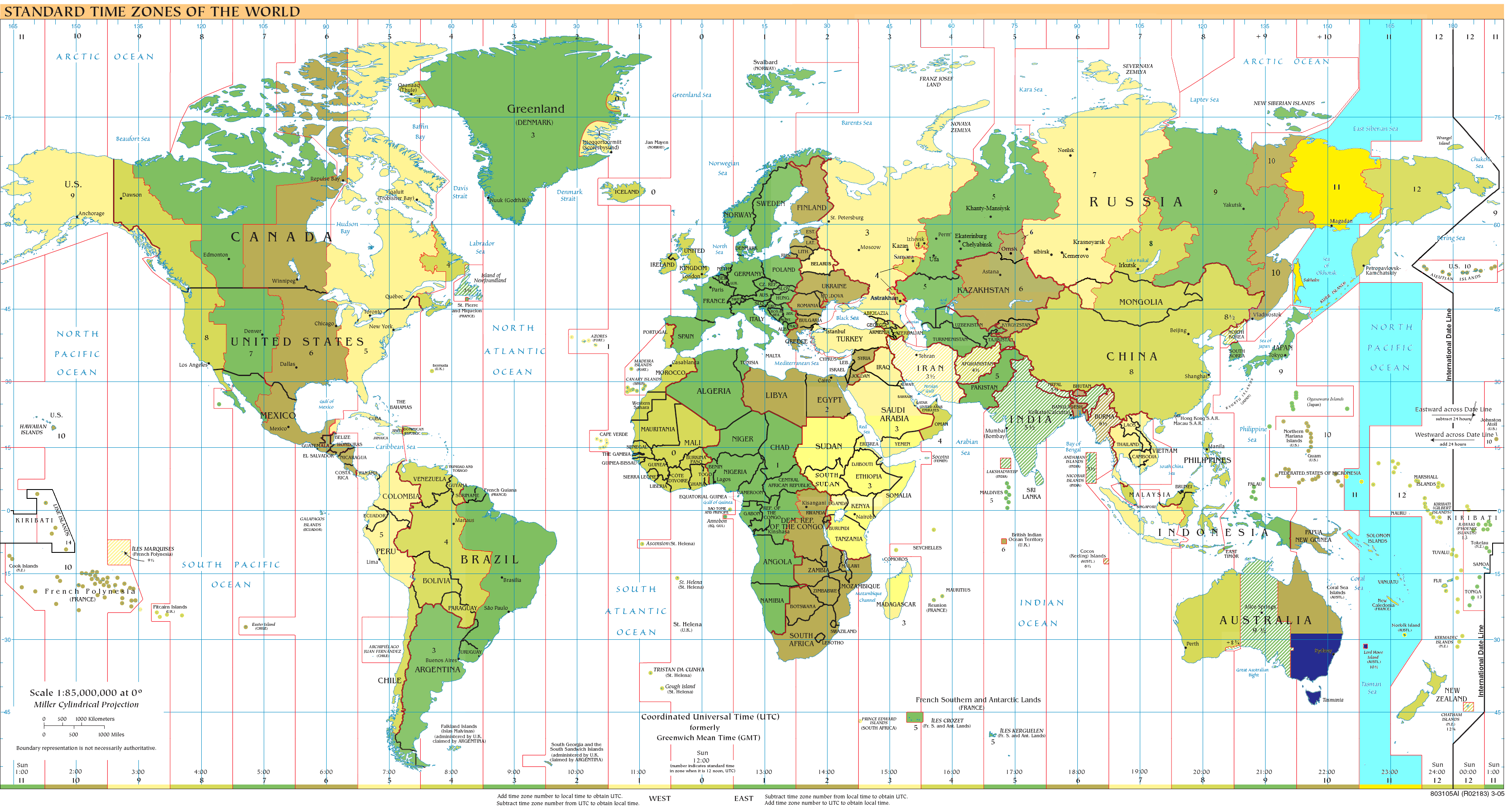
Az UTC+11-be tartozó területek:

Az UTC+11:00 egy időeltolódás, amely 11 órával van előrébb az egyezményes koordinált világidőtől (UTC).

## Alap időzónaként használó területek (egész évben)

### Ázsia(észak)
|  | Idő       | Zóna                       |
|  | --------- | -------------------------- |
|  | UTC+02:00 | MSK−1: kalinyingrádi idő   |
|  | UTC+03:00 | MSK: moszkvai idő          |
|  | UTC+04:00 | MSK+1: szamarai idő        |
|  | UTC+05:00 | MSK+2: jekatyerinburgi idő |
|  | UTC+06:00 | MSK+3: omszki idő          |
|  | UTC+07:00 | MSK+4: krasznojarszki idő  |
|  | UTC+08:00 | MSK+5: irkutszki idő       |
|  | UTC+09:00 | MSK+6: jakutszki idő       |
|  | UTC+10:00 | MSK+7: vlagyivosztoki idő  |
|  | UTC+11:00 | MSK+8: magadani idő        |
|  | UTC+12:00 | MSK+9: kamcsatkai idő      |

- Oroszország
  - Magadan és környéke, a Magadan Time-ot (Magadani idő) használó területek

### Ausztrália és Óceánia
- Mikronézia
  - a Kosrae-sziget, a Pohnpei-sziget és a környező területek

- Franciaország
  -  Új-Kaledónia (Franciaország külbirtoka)

- Ausztrália
  -  Norfolk-sziget

- Egyesült Királyság
  -  Salamon-szigetek (az Egyesült Királyság tengerentúli területe)

- Pápua Új-Guinea
  - Bougainville

- Vanuatu

## Nyári időszámításként használó területek (az déli félteke nyarain)

### Ausztrália és Óceánia
- Ausztrália
  - Ausztráliai fővárosi terület
  - Új-Dél-Wales (a Broken Hill kivételével; benne a Lord Howe-szigetcsoporttal, amely azonban az UTC+10:30 időeltolódásba tartozik télen)
  - Tasmania
  - Victoria

## Időzónák ebben az időeltolódásban
| Időzóna neve angolul             | Időzóna neve magyarul            | Időzóna rövidítése | Egyéb jelölés |
| -------------------------------- | -------------------------------- | ------------------ | ------------- |
| Magadan Time                     | Magadani idő                     | MAGT               | MSK+8         |
| Australian Eastern Daylight Time | Ausztrál keleti nyári idő        | AEDT               |               |
| Bougainville Standard Time       | Bougainville-i idő               | BST                |               |
| Kosrae Time                      | Kosrae-i idő Kosrae-szigeti idő  | KOST               |               |
| Lord Howe Daylight Time          | Lord Howe-i nyári idő            | LHDT               |               |
| New Caledonia Time               | Új-kaledóniai idő                | NCT                |               |
| Norfolk Time                     | Norfolki idő Norfolk-szigeti idő | NFT                |               |
| Pohnpei Standard Time            | Pohnpei idő Pohnpei-szigeti idő  | PONT               |               |
| Sakhalin Time                    | Szahalini idő                    | SAKT               |               |
| Solomon Islands Time             | Salamon-szigeteki idő            | SBT                |               |
| Srednekolymsk Time               | Szrednyekolimszki idő            | SRET               |               |
| Vanuatu Time                     | Vanuatui idő                     | VUT                |               |
| Lima Time Zone[a]                | -                                | L                  |               |

## Megjegyzés
↑ a:  Katonai időzóna.

## Fordítás
Ez a szócikk részben vagy egészben  az   UTC+11:00 című angol Wikipédia-szócikk ezen változatának fordításán alapul.  Az eredeti cikk szerkesztőit annak laptörténete sorolja fel. Ez a jelzés csupán a megfogalmazás eredetét és a szerzői jogokat jelzi, nem szolgál a cikkben szereplő információk forrásmegjelöléseként.